# GameFAQs
GameFAQs è un sito web in lingua inglese che ospita FAQ e guide strategiche di videogiochi. Il sito è stato creato nel novembre 1995 da Jeff "CJayC" Veasey ed è stato rilevato dalla CNET Networks nel maggio 2003. Nel 2008 CNET Networks è stata venduta alla CBS Interactive e il 14 settembre 2020 è stata venduta alla compagnia Red Ventures. Il sito ha un database di informazioni su videogiochi, trucchi, recensioni, salvataggi e screenshot, la maggior parte dei quali inseriti da contributori volontari. Il sito copre i videogiochi pubblicati per tutte le piattaforme, dall'Atari 2600 sino alle consolle di nuova generazione, oltre che per PC.
GameFAQs ospita anche un forum, che gestisce discussioni separate per ogni gioco presente nel database, oltre che per altri argomenti. Dal 2004, molte delle discussioni dedicate a singoli videogiochi sono state condivise con il sito GameSpot, sempre del gruppo CNET/CBS. Il sito inoltre organizza sondaggi giornalieri e vari tornei.
Con la chiusura di GameRankings (2019), i suoi dati sulle recensioni professionali sono stati fatti confluire in GameFAQs, alla sezione Critic Reviews. Gli identificativi numerici che usa GameFAQs e che usava GameRankings per rappresentare ciascun videogioco nelle rispettive banche dati interne sono gli stessi.
GameFAQs è stato recensito positivamente da The Guardian e da Entertainment Weekly. Nel 2009, GameFAQs.com è uno dei trecento siti web in lingua inglese maggiormente trafficati, secondo le rilevazione di Alexa Internet.